# Mamer (rivière)
Pour les articles homonymes, voir Mamer.
La Mamer est une rivière luxembourgeoise et un affluent de l'Alzette, donc un sous-affluent du Rhin par la Sûre et la Moselle.

## Géographie
La Mamer prend sa naissance en amont de Hivange et se jette à Mersch dans l'Alzette.
Elle traverse les communes de Mamer et Kopstal.

## Communes et cantons traversés
Elle prend source dans le canton de Capellen et conflue dans le canton de Mersch.

## Toponyme
La Mamer a le même hydronyme que la commune de Mamer.